# БелаПАН
Белорусская информационная компания БелаПАН, Белорусское частное агентство новостей (бел. Беларускае прыватнае агенцтва навін) — белорусское информационное агентство.
Является единственным белорусским участником международного проекта «CEE-BusinessLine» — «Ленты экономических новостей из стран Центральной и Восточной Европы».

## История
Создана в 1991 году белорусским журналистом Алесем Липаем.
Вначале в агентстве работали три человека. Позже — до 50-ти сотрудников.
В 1990-х годах за короткий срок агентство завоевало репутацию независимого, достоверного и оперативного источника информации. Новости «БелаПАН» публиковали ведущие государственные и издания, цитировали национальные и мировые радиостанции и телекомпании. На новости и аналитику «БелаПАН» подписывались международные организации, дипломатические представительства, банковские и финансовые институты, предприятия и компании многих стран мира. Ежедневно на ленте БелаПАН выходило по сто новостей на русском, белорусском и английском языках.
«БелаПАН» первым начал делать инфографику, затем — аудиослайдшоу, видеоновости, проводить онлайн-конференции.
С 2000 года кампания запустила проект «Выборы в Беларуси», в котором события всех избирательных кампаний и референдумов освещались в режиме реального времени.
В состав «БелаПАН» входила социологическая служба «Зеркало», проводившая исследования, на основании которых готовились серьезные аналитические материалы.
В 2002 году появилась первая в стране полномасштабная интернет-газета «Белорусские новости» (Naviny.by), которая вскоре стала одним из самых заметных общественно-политических ресурсов страны.
2004 год — компания получила премию имени Дмитрия Завадского — «За мужество и профессионализм» как «подтверждение безупречной репутации БелаПАН и признание высокого профессионализма журналистов».
2005 год —агентству присуждена премия имени Герда Буцериуса «Молодая пресса Восточной Европы»
2006 год — компания и её интернет-газета naviny.by («Белорусские новости») получила «Премию Рунета» в номинации «Рунет за пределами Ru».

## Давление со стороны государства
Домен naviny.by вместе с сайтом БелаПАН и рядом других белорусских сетевых ресурсов блокировался белорусскими властями 20 декабря 2014 года.
3 октября 2015 года сервер БелаПАН подвергся серьёзной DoS-атаке после публикации материалов про акцию «Молитесь за Беларусь».
Другие блокировки произошли 27 марта 2015 года и 15 февраля 2016 года. Тогда же произошло несколько важных политических событий: встреча белорусских предпринимателей на Октябрьской площади в Минске. В Брюсселе на заседании Совета Европейского Союза обсуждалась возможность отмены санкций в отношении белорусских чиновников. Хотя блокировка интернет-ресурса могла производиться только по распоряжению правительства, в то же время это официально было названо хакерской атакой. Одновременно с цензурированием БелаПАН было заблокировано несколько других независимых медиа-порталов.
Сложным в истории агентства стал 2018 год: в июне генерального директора Алеся Липая обвинили в уклонении от уплаты налогов в особо крупном размере, у него прошел обыск. Следователи возбудили уголовное дело. На тот момент Липай имел онкологическое заболевание.
7 августа 2018 года прошел обыск в офисе «БелаПАН» и задержали несколько сотрудников, в том числе главного редактора Ирину Левшину и журналистку Татьяну Коровенкову. Их обвинили в несанкционированном доступе к информации государственного агентства БелТА.
23 августа 2018 года основатель и генеральный директор Алесь Липай умер — события этих месяцев ускорили течение тяжелой болезни, он переживал за своих сотрудников и, несмотря на плохое самочувствие, до конца своих дней поддерживал и их, и компанию.
14 января 2021 года в редакции агентства прошёл обыск, была изъята оргтехника, часть рукописной и печатной документации, что парализовало работу информационного агентства.
18 августа 2021 года белорусские силовики провели обыски в редакции и у журналистов, конфисковали технику, офис опечатали, изъяли серверы. Несколько сотрудников были задержаны, в том числе главный редактор Ирина Левшина, экс-директор Дмитрий Новожилов и бухгалтер Екатерина Боева. Следственный комитет Беларуси сообщил, что все они задержаны по «подозрению в совершении преступлений, предусмотренных ч. 1 ст. 342 УК (Организация и активное участие в действиях, грубо нарушающих общественный порядок)». Боеву отпустили на свободу утром 28 августа под обязательство о явке. Она остается в статусе подозреваемой.
7 сентября 2021 года стало известно, что Левшиной и Новожилову предъявлено обвинение по ч. 2 ст. 243 (Уклонение от уплаты налогов, повлекшее причинение ущерба в крупном размере, — «свыше 100 тысяч рублей») УК Беларуси. Мера пресечения в виде заключения под стражу избрана на два месяца с момента задержания.
Сайты belapan.by, belapan.com, naviny.by были заблокированы и перестали работать. Работа БелаПАН в Беларуси была парализована, но часть редакции пообещала продолжить деятельность за границей.
По совместному заявлению десяти организаций, среди которых Правозащитный центр «Весна», Белорусская ассоциация журналистов, Белорусский Хельсинкский комитет, Белорусский ПЕН-центр, 19 августа 2021 года они были признаны политическими заключёнными.
1 ноября 2021 года КГБ внесудебно признал БелаПАН «экстремистским формированием». В списке экстремистских формирований, который опубликован на сайте МВД, соответствующая запись появилась 12 ноября. В записи поясняется, что экстремистскую деятельность осуществляет «группа граждан из числа сотрудников информационного агентства ЗАО „БелаПАН“». Экстремистским также признан логотип БелаПАН. Создание такого формирования или участие в нем является уголовным преступлением в Беларуси. Левшина и Новожилов были обвинены в создании экстремистского формирования.
Многие инновации и новые проекты первого независимого информационного агентства были связаны с именем Андрея Александрова, занимавшего должность заместителя гендиректора «БелаПАН» с 2015 по 2018 год, а затем сотрудничавшего с компанией в качестве консультанта. В 2021 году власти Беларуси обвинили его в финансировании протестов, «измене государству» и «создании экстремистского формирования», ему грозит до 15 лет лишения свободы.
В марте 2022 года прокуратура Минска направила в Минский городской суд уголовное дело в отношении сотрудников БелаПАН Андрея Александрова, Ирины Злобиной, Дмитрия Новожилова и Ирины Левшиной. В октябре их приговорили к 14, 9, 6 и 4 годам колонии соответственно.

## Структура
- информационное агентство
- редакция мультимедийных новостей
- аналитическая служба (руководитель: Александр Класковский[26])
- рекламное агентство
- служба мониторинга
- редакция интернет-газеты «Белорусские новости» (naviny.by)